# スティーブ・ロンバードージー・ジュニア
スティーブン・ポール・ロンバードージー・ジュニア（Stephen Paul Lombardozzi Jr.、1988年9月20日 - ）は、 アメリカ合衆国ミネソタ州ヘネピン郡イーダイナ出身のプロ野球選手（内野手、外野手）。右投両打。独立リーグ・アメリカン・アソシエーションのケーンカウンティ・クーガーズ所属。
同名の父のスティーブ・ロンバードージーは、1985年から1990年までミネソタ・ツインズとヒューストン・アストロズでプレーした元メジャーリーガー。苗字は英語では「ランバードージー」と発音するが、イタリア語では「ロンバルドッツィ」と発音する。

## 経歴
2008年のMLBドラフト19巡目（全体571位）でワシントン・ナショナルズから指名され、プロ入り。
2011年9月6日のロサンゼルス・ドジャース戦でメジャーデビューを果たした。
2012年は故障者の穴埋めとして出番が増え、123試合に出場した。本職の二塁手の他に外野手（主に左翼手）としての出場も多くなった。
2013年12月2日にダグ・フィスターとのトレードで、イアン・クロール、ロビー・レイと共にデトロイト・タイガースへ移籍した。
2014年3月24日にアレックス・ゴンザレスとのトレードで、ボルチモア・オリオールズへ移籍した。オフの12月8日に40人枠外となった。
2015年2月3日に金銭トレードで、ピッツバーグ・パイレーツへ移籍した。5月6日にメジャー契約を結んで昇格したが、7月23日にDFAとなり、27日にマイナー契約でAAA級インディアナポリス・インディアンスに配属された。10月5日にFAとなった。10月26日にシカゴ・ホワイトソックスとマイナー契約を結んだ。
2016年3月31日に自由契約となった。4月17日に独立リーグ・アトランティックリーグのサザンメリーランド・ブルークラブスと契約。6月7日に古巣ナショナルズとマイナー契約を結び、傘下のAAA級シラキュース・チーフスへ配属された。オフの11月7日にFAとなった。
2017年4月4日にマイアミ・マーリンズとマイナー契約を結び、傘下のAAA級ニューオーリンズ・ベビーケークスへ配属された。5月10日にメジャー契約を結んでアクティブ・ロースター入りした。2試合に出場して8打数無安打と振るわず、5月16日にDFA、19日に40人枠を外れる形でAAA級ニューオーリンズへ配属された。レギュラーシーズン終了後の10月2日にFAとなった。
2018年1月10日にオークランド・アスレチックスとマイナー契約を結び、スプリングトレーニングに招待選手として参加することになった。オフの11月2日にFAとなった。
2019年3月28日にアトランティックリーグのロングアイランド・ダックスと契約。
2021年は119試合に出場して打率.329、16本塁打、83打点、143安打、20盗塁の好成績を残し、アトランティックリーグの年間最優秀選手に選出された。この年限りで退団した。
2022年5月17日にアメリカン・アソシエーションのケーンカウンティ・クーガーズと契約した。

## 詳細情報

### 年度別打撃成績
| 年 度    | 球 団    | 試 合 | 打 席 | 打 数 | 得 点 | 安 打 | 二 塁 打 | 三 塁 打 | 本 塁 打 | 塁 打 | 打 点 | 盗 塁 | 盗 塁 死 | 犠 打 | 犠 飛 | 四 球 | 敬 遠 | 死 球 | 三 振 | 併 殺 打 | 打 率 | 出 塁 率 | 長 打 率 | O P S |
| -------- | -------- | ----- | ----- | ----- | ----- | ----- | -------- | -------- | -------- | ----- | ----- | ----- | -------- | ----- | ----- | ----- | ----- | ----- | ----- | -------- | ----- | -------- | -------- | ----- |
| 2011     | WSH      | 13    | 32    | 31    | 3     | 6     | 1        | 0        | 0        | 7     | 1     | 0     | 0        | 0     | 0     | 1     | 0     | 0     | 4     | 0        | .194  | .219     | .226     | .445  |
| 2012     | WSH      | 123   | 416   | 384   | 40    | 105   | 16       | 3        | 3        | 136   | 27    | 5     | 3        | 6     | 1     | 19    | 1     | 6     | 46    | 1        | .273  | .317     | .354     | .671  |
| 2013     | WSH      | 118   | 307   | 290   | 25    | 75    | 15       | 1        | 2        | 98    | 22    | 4     | 3        | 5     | 3     | 8     | 1     | 1     | 34    | 6        | .259  | .278     | .338     | .616  |
| 2014     | BAL      | 20    | 74    | 73    | 6     | 21    | 1        | 1        | 0        | 24    | 2     | 1     | 0        | 0     | 0     | 0     | 0     | 1     | 14    | 1        | .288  | .297     | .329     | .626  |
| 2015     | PIT      | 12    | 11    | 10    | 1     | 0     | 0        | 0        | 0        | 0     | 0     | 0     | 0        | 0     | 0     | 1     | 0     | 0     | 4     | 0        | .000  | .091     | .000     | .091  |
| 2017     | MIA      | 2     | 8     | 8     | 0     | 0     | 0        | 0        | 0        | 0     | 0     | 0     | 0        | 0     | 0     | 0     | 0     | 0     | 2     | 0        | .000  | .000     | .000     | .000  |
| MLB：6年 | MLB：6年 | 291   | 848   | 796   | 35    | 207   | 33       | 5        | 5        | 265   | 52    | 10    | 6        | 11    | 4     | 29    | 2     | 8     | 104   | 8        | .260  | .292     | .333     | .624  |

- 2021年度シーズン終了時

### 背番号
- 1（2011年 - 2013年、2017年）
- 12（2014年）
- 23（2015年）